# Боголюбов, Василий Михайлович
Василий Михайлович Боголюбов (7 февраля 1933 года, Тверская область, СССР — 12 июля 2013 года, Москва, Россия) — советский и российский физиотерапевт, член-корреспондент АМН СССР (1986), академик РАМН (1994).

## Биография
Родился 7 февраля 1933 года в Тверской области.
В 1957 году окончил Военно-медицинскую академию и 3 года служил начальником медицинской службы соединений подводных лодок и врачом-терапевтом госпиталя ВМФ.
С 1960 по 1963 годы — учёба в аспирантуре Института терапии АМН СССР.
В 1963 году защитил кандидатскую диссертацию, тема: «Роль калия и натрия в патогенезе и лечении нарушений ритма сердца».
С 1963 года работал в Институте медицинской радиологии АМН СССР.
В 1969 году защитил докторскую диссертацию, тема: «Диагностика атеросклероза и тромбоза методами радиоиндикации».
В 1972 году избран заведующим кафедрой пропедевтики внутренних болезней Московского медицинского стоматологического института имени Н. А. Семашко, одновременно работал деканом лечебного факультета института.
С 1976 по 1998 годы — директор ЦНИИ курортологии и физиотерапии МЗ СССР и РФ (с 2017 года — Национальный медицинский исследовательский центр реабилитации и курортологии).
С 1978 по 2008 годы — заведующий кафедрой физиотерапии Российской медицинской академии последипломного образования.
В 1986 году избран членом-корреспондентом АМН СССР.
В 1994 году избран академиком РАМН.
Умер 12 июля 2013 года. Похоронен в Москве на Троекуровском кладбище.

## Научная деятельность
Специалист в области медицинской реабилитации и физиотерапии.
Вел исследования в следующих областях: роль электролитов в патогенезе и лечении сердечных аритмий, радиоизотопная диагностике заболеваний сердца и легких, разработка новых методов физической терапии и медицинской реабилитации.
Автор более 350 научных работ, в том числе 3 учебников, 4 монографий, ряда руководств и справочников, 23 патентов и авторских свидетельств.
Под его руководством подготовлено 15 докторов и 36 кандидатов медицинских наук.
Являлся главным редактором журнала «Вопросы курортологии, физиотерапии и лечебной физической культуры», возглавлял редакцию журнала «Физиотерапия, бальнеология и реабилитация».